# Vườn quốc định Hồ Biwa
Vườn quốc định Hồ Biwa (琵琶湖国定公園) là một vườn quốc gia dự kiến ở tỉnh Shiga và Kyoto, Nhật Bản. Nó được thành lập vào ngày 24 tháng 7 năm 1950 và có diện tích 976,7 km2 (377 dặm vuông Anh). Trong tháng 6 năm 1993, 65.984 ha bên cạnh hồ Biwa được xác định là Khu Ramsar về vùng đất ngập nước có tầm quan trọng quốc tế.